# جبل خطاب (بعدان)

تعديل مصدري - تعديل

جبل خطاب محلة تابعة لقرية مرار، التابعة لعزلة الحرث بمديرية بعدان إحدى مديريات محافظة إب في الجمهورية اليمنية، بلغ تعداد سكانها 61 حسب تعداد اليمن لعام 2004.